# Jessica Blandy

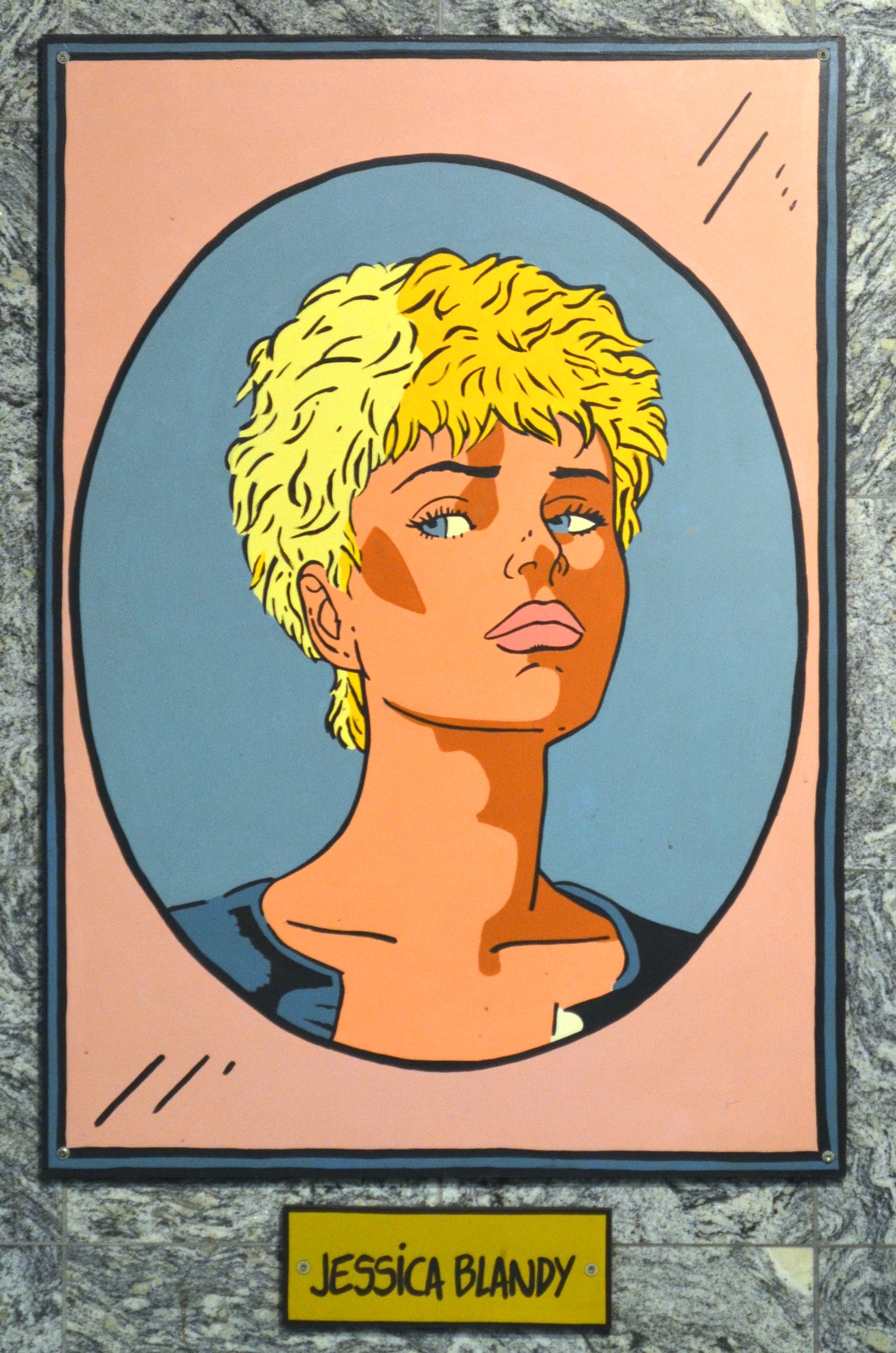

Jessica Blandy ist eine 24-teilige frankobelgische Comicserie von Autor Jean Dufaux und Zeichner Renaud Denauw, die von 1987 bis 2006 im Dupuis-Verlag veröffentlicht wurde.

## Inhalt
Protagonistin der Reihe ist die aus Kalifornien stammende Journalistin und Kriminalroman-Autorin Jessica Blandy, die in den 1980er-Jahren Verbrechen im Bereich der Wirtschaft, der Politik und des Okkulten aufklärt, in die sie oft widerwillig und unfreiwillig hineingezogen wird. Charakteristisch ist der düstere hardboiled-Ton der Serie, in der die „detailreichen, realistischen Zeichnungen total mit der düsteren Handlung kontrastieren... [denn] jeder ist käuflich und alles ist verrottet, voller Verrat, Verdorbenheit und Gewalt“: eine Atmosphäre, die Parallelen zu Miami Vice aufweist. Wiederkehrende Themen der Reihe sind Blandys Depressionen, ihre Alkoholkrankheit und ihr vergebliches Suchen nach innerem Frieden.
Die Serie wird vielfach für die starke Protagonistin gelobt. Im Gegensatz zu den Ende der 1980er-Jahre vorherrschenden weiblichen Charakteren entwarf Dufaux seine Protagonistin Jessica Blandy als starke, unabhängige Frau, die zwar vom durchlittenen Bösen gezeichnet, aber nie zerstört wird, und sich sowohl bei der Lösung der Fälle als auch in ihrem ereignisreichen Privatleben „alles erlauben kann“.
Jessica Blandy war einer der ersten Dupuis-Comics, in denen Mord- und Nacktszenen explizit gezeigt wurden, wobei eine klare Abgrenzung zu Voyeurismus oder Pornografie stattfindet und die Stimmigkeit dieser Szenen zur o. g. düsteren Grundstimmung gelobt wird. Außerdem ziehen es Dufaux/Renaud es vor, sehr gewalttätige und/oder sexuelle Szenen lediglich anzudeuten. Jessica arbeitet meist alleine, einzige Vertraute sind der Ex-Polizist Gus Bomby und (ab Band 9) die Voodoo-Priesterin Victoria Charman, zu der die bisexuelle Jessica später eine lesbische Beziehung unterhält.

## Hintergrund
Anfang der 1980er-Jahre öffnete sich die frankobelgische Comicszene für realitätsnahe, gesellschaftskritische Themen. Dufaux und Denauw, die zuvor bereits in kleineren Comics kollaboriert hatten, wollten eine Serie schaffen, in der eine femme fatale Verbrechen in einer film-noir-inspirierten Scheinwelt voller „Betrug, Dekadenz und Gewalttätigkeit“ lösen muss. Als Kulisse dienen die Vereinigten Staaten der 1980er-Jahre, in der der amerikanische Traum dekonstruiert wird.
In einem Doppelinterview äußern sich Dufaux und Denauw zur Entwicklung der Titelheldin Jessica Blandy. Sie sei von Anfang an als blonde, höchst attraktive femme fatale entworfen worden, die „äußerlich perfekt, aber innerlich zerbrochen“ sei. Sie sei in ihrem Job (Autorin von Kriminalromanen) „erfolgreich genug, um finanziell unabhängig zu sein“, doch sei sie durch eine Kette von Schicksalsschlägen so traumatisiert, dass sie nur durch „Abenteuer und Alkohol“ Distanz gewinnen kann. Diese Kombination aus äußerer Perfektion und innerer Zerbrechlichkeit sei die Essenz der Protagonistin. Bemerkenswert ist auch, dass Jessica von Anfang als bisexuell interpretiert wurde. Für ihre Optik orientierte sich Denauw an den Schauspielerinnen Lauren Bacall, Kim Basinger und später Sharon Stone, und laut Fachkritik würde sein „offensichtliches Vergnügen“ deutlich, Jessica in „leichtbekleideten Posen“ zu zeigen. Obwohl die Serie zum größten Teil in den USA spielt, gibt Denauw zu, dass er „noch nie“ in den Vereinigten Staaten gewesen sei.

## Rezensionen
„Einer der großen Krimiklassiker des franko-belgischen Comics, der mit krassem Realismus und Gesellschaftskritik vollkommen überzeugt.“

„Ein gelungener Beitrag für die nicht zu üppig vorkommende Spezies der realistischen Krimi-Comics. Die Heldin ist tough und sexy. Die Geschichten sind direkt, spannend und extrem unterhaltsam.“

„Jean Dufaux hat packende Szenarios entworfen, in denen das typische Personal des Krimis und des Thrillers im Hintergrund agiert, damit der Auftritt der Heldin ins rechte Licht gerückt wird. Renaud setzte das Ganze in sehr ansprechenden Zeichnungen um.“

## Veröffentlichung
In Deutschland wurde Jessica Blandy 1992 bei Ehapa bereits nach dem ersten Album eingestellt. Von 2010 bis 2014 publizierte Schreiber & Leser die Serie komplett als Reihe von Hardcoverbänden, in dem jeweils drei bis vier Originalepisoden enthalten sind.
- Jessica Blandy 01, ISBN 978-3-941239-29-6 (Februar 2010)
  - Umfasst die Originalbände 1–3 (Souviens-toi d’Enola Gay... (dt.: Enola Gay), La Maison du Dr Zack (dt.: Dr. Zack) und Le Diable à l’aube (dt.: Garden of Evil))
- Jessica Blandy 02, ISBN 978-3-941239-59-3 (April 2011)
  - Umfasst die Originalbände 4–6 (Nuits couleur blues (dt.: Blue Nights), Peau d’Enfer (dt.: El Zamuro) und Au loin, la fille d’Ipanema... (dt.: The girl from Ipanema))
- Jessica Blandy 03, ISBN 978-3-941239-70-8 (September 2011)
  - Umfasst die Originalbände 7–10 (Répondez, mourant... (dt.: Jalaga!), Sans regrets, sans remords... (dt.: Ohne Reue, ohne Scham), Satan, mon frère (dt.: Satan, mein Verlangen) und Satan, ma déchirure (dt.: Satan, mein Verderben))
- Jessica Blandy 04, ISBN 978-3-941239-82-1 (Februar 2012)
  - Umfasst die Originalbände 11–13 (Troubles au paradis (dt.: Trouble in Paradise), Comme un trou dans la tête (dt.: Kimberley Lattua) und Lettre à Jessica (dt.: Brief an Jessica))
- Jessica Blandy 05, ISBN 978-3-941239-94-4 (September 2012)
  - Umfasst die Originalbände 14–17 (Cuba! (dt.: Kuba), Ginny d’avant (dt.: Ginny), Buzzard Blues (dt.: Bussard) und Je suis un tueur (dt.: Ich bin ein Mörder))
- Jessica Blandy 06, ISBN 978-3-943808-05-6 (April 2013)
  - Umfasst die Originalbände 18–20 (Le contrat Jessica (dt.: Jagd auf Jessica), Erotic attitude (dt.: Erotic Attitude) und Mr Robinson)
- Jessica Blandy 07, ISBN 978-3-943808-21-6 (Februar 2014)
  - Umfasst die Originalbände 21–24 (La Frontière (dt.: Die Grenze), Blue harmonica (dt.: Der Mann mit der Mundharmonika), La chambre 27 (dt.: Zimmer 27) und Les gardiens (dt.: Die Hüter))

## Nachweise
1. 1 2  Jessica Blandy, comicgate.de.
2. ↑  Die Art und Weise der Trinkgewohnheiten von Jessica Blandy wurden 2001 von Corinne Six im Rahmen ihrer Dissertation La représentation des conduites d'alcoolisation de la femme dans la bande dessinée à propos de 3 cas: Carmen Cru, Soeœur Marie-Thérèse et Jessica Blandy an der Université du droit et de la santé (Lille) untersucht.
3. 1 2 3  Comic-Besprechung - Jessica Blandy 1: Enola Gay / Dr. Zack / Garden of Evil, splashcomics.de.
4. ↑  Einführung zu Jessica Blandy 01 (dt. Sammelband), ISBN 978-3-941239-29-6, Februar 2010.
5. ↑  Epilog des Autors zu Jessica Blandy 24 (frz. Originalband), Februar 2006.
6. ↑  Einführung zu Jessica Blandy 02 (dt. Sammelband), ISBN 978-3-941239-59-3, April 2011.
7. ↑  Erotik: Jessica Blandy Band 1, comicradioshow.com.